# 兵庫教育大学附属小学校
兵庫教育大学附属小学校（ひょうごきょういくだいがくふぞくしょうがっこう）は、兵庫県加東市山国にある国立小学校。兵庫教育大学学校教育学部の附属学校である。
兵庫教育大学附属中学校と兵庫教育大学附属幼稚園が隣接する。

## 沿革

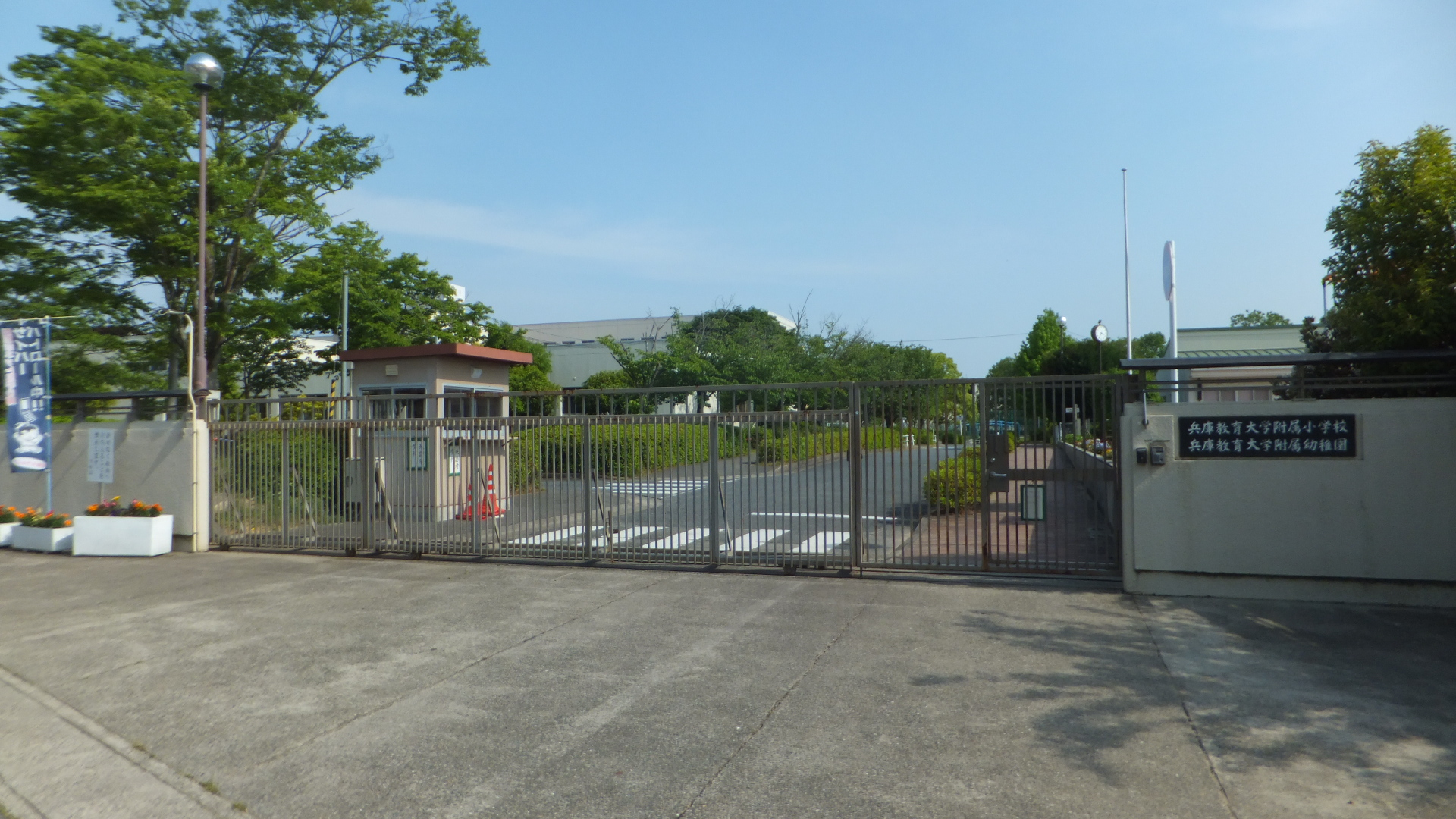
正門

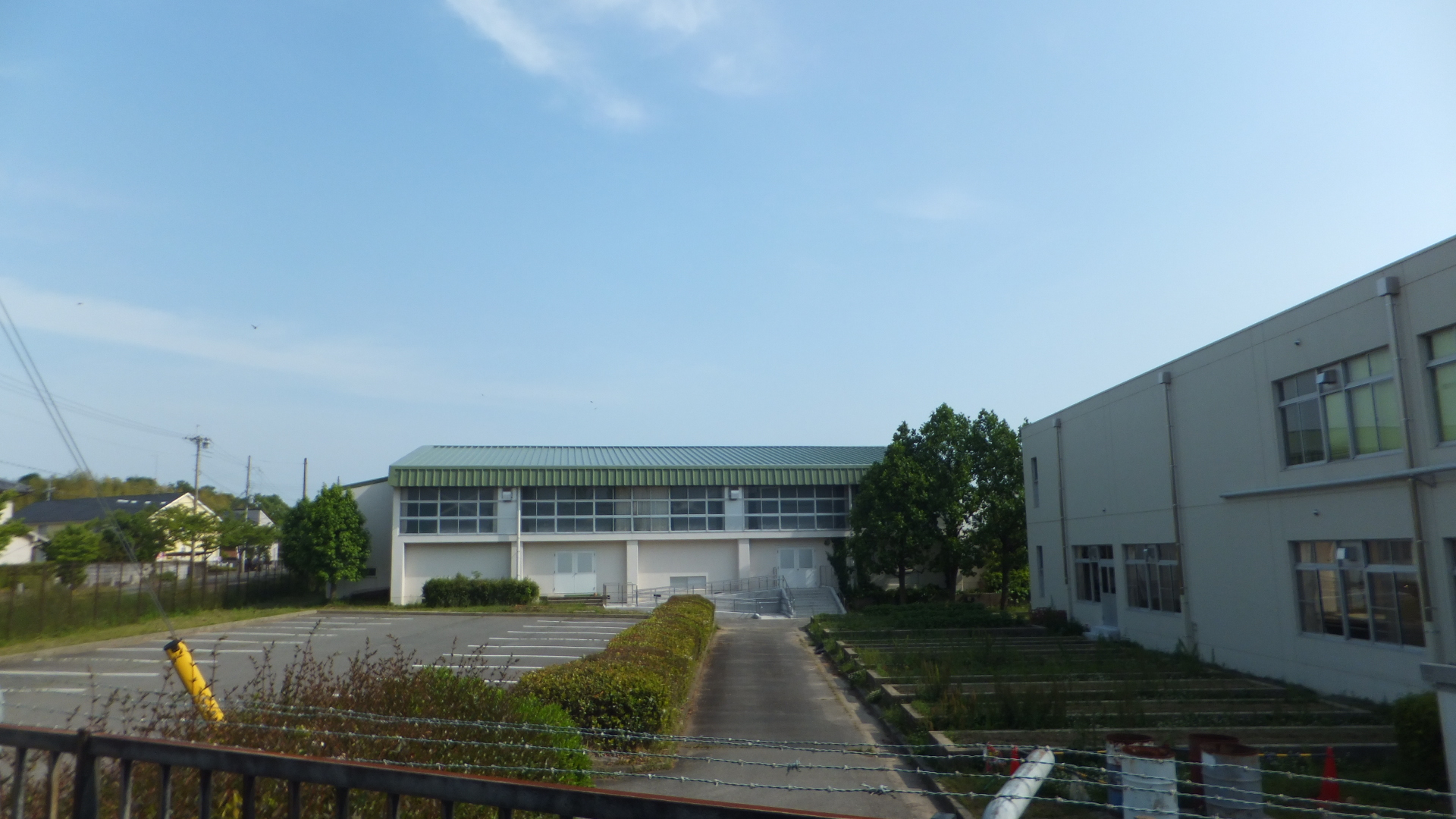
構内農地と体育館

- 1980年（昭和55年） - 兵庫教育大学学校教育学部附属小学校設置
- 1981年（昭和56年） - 附属小学校校舎が竣工し，仮校舎（旧兵庫県立嬉野公民研修所）から新校舎に移転
- 1988年（昭和63年） - 文部省研究開発学校指定（3か年）
- 1990年（平成2年） - 創立10周年記念式典
- 1998年（平成10年） - 文部省研究開発事業実践研究校指定（3か年）
- 2000年（平成12年） - 創立20周年記念式典
- 2002年（平成14年） - 文部科学省研究開発学校指定（3か年）
- 2004年（平成16年） - 国立大学法人法施行に伴い、学校名を「兵庫教育大学附属小学校」に改称
- 2005年（平成17年） - 文部科学省研究開発学校指定継続（3か年）

## 著名な出身者
- 池村佳子 - チェリスト
- 蟬川泰果－プロゴルファー